# Kiełbasa
La kiełbasa (o kolbász, kołbasa, klobasa, kobasa, kolbasi, kovbasa, kobasi, kubasa) è un tipo di insaccato dell'Europa orientale.

## Etimologia
Nelle lingue slave, il termine "kielbasa" indica un tipo generico di insaccato.
La denominazione più comune del piatto (di solito /kiːlˈbɑːsə/ o /kɨˈbɑːsə/) deriva dal polacco kiełbasa [kʲewˈbasa], "insaccato".
Un'altra denominazione, diffusa soprattutto in Canada è kubasa (/kuːbɑːˈsɑː/ o /ˈkuːbəsɑː/) dall'ucraino kovbasa (ковбаса).

## Varianti per nazione

### Polonia

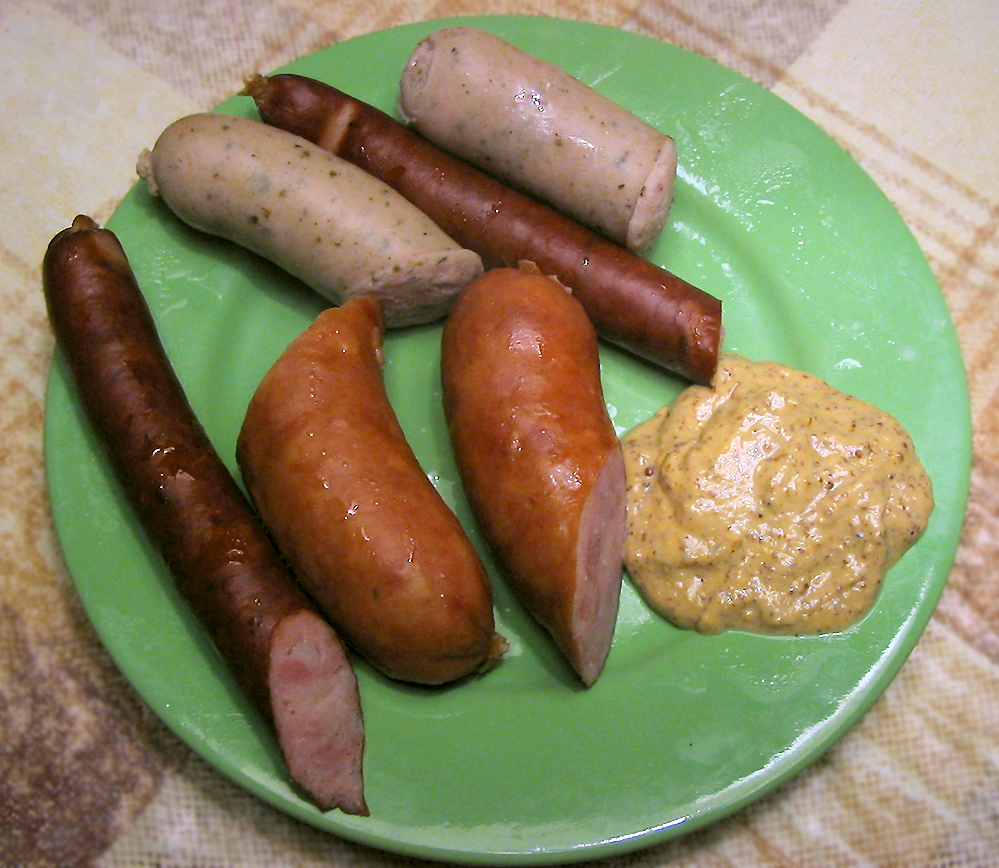
Tagliere misto di diversi tipi di Kielbasa con senape

La kiełbasa è un alimento base della cucina polacca ed è disponibile in molte varietà, affumicata o fresca, a base di carne di maiale, manzo, tacchino, agnello, pollo o vitello, e ognuna ha delle caratteristiche differenti a seconda della regione di provenienza. Di queste, la kiełbasa lisiecka, prodotta nel Małopolskie, è, dalla fine del 2010, sotto la tutela IGP.

### Ungheria
Kolbász è la parola ungherese per "insaccato". La cucina ungherese prevede un gran numero di tipi di insaccati. Le salsicce affumicate più comuni sono gyulai kolbász, csabai kolbász, csemege kolbász, házi kolbász, cserkész kolbász. Tra le kielbasa piccanti più note si trovano il letscho (lecsókolbász) e la debrecziner (debreceni kolbász), il cui nome deriva dalla sua città di provenienza, spesso leggermente (o per nulla) affumicata, resa piccante mediante ingredienti come paprika, aglio, pepe e maggiorana.